# Maffeo Contarini
Maffeo Contarini (... – Venezia, 26 marzo 1460) è stato un patriarca cattolico italiano.

## Biografia
Più volte priore della congregazione dei Canonici Regolari di San Giorgio in Alga, il 23 gennaio del 1456 venne eletto dal Senato veneziano patriarca, essendo considerato figlio spirituale del predecessore, il protopatriarca san Lorenzo Giustiniani. Il 21 dicembre dello stesso anno, tramite una bolla, papa Callisto III concesse a lui e al suo Capitolo di celebrare secondo il rito romano in luogo del precedente rito patriarchino.
Morì il 26 marzo del 1460 e fu tumulato nella chiesa conventuale di san Giorgio in Alga.